# Hector Pieterson
Hector Pieterson (ur. 1963, zm. 16 czerwca 1976) – Południowoafrykańczyk, jedna z ofiar zamieszek w Soweto w 1976.
Był uczniem jednej ze szkół w Soweto. Brał udział w masowym proteście przeciwko przyznaniu afrikaans statusu języka wykładowego. Został śmiertelnie ranny podczas rozpędzania demonstracji przez policję. Obecnie w miejscu jego śmierci znajduje się pomnik upamiętniający młodych ludzi walczących z apartheidem, natomiast 16 czerwca został uznany w RPA za dzień młodzieży.